# Красная Роща (Владимирская область)
Кра́сная Ро́ща — деревня в Александровском муниципальном районе Владимирской области России, входит в состав Следневского сельского поселения.

## География
Расположена на северо-восток от Александрова на расстоянии 3 км от центра города (по прямой), или 5 км по автодороге, если ехать в поселок Балакирево, затем за железнодорожным переездом сразу поворот налево в деревню Красная Роща. Красная Роща примыкает к городу Александрову. Ближайшие к деревне: село Старая Слобода (меньше 3 км), поселок Светлый (у ж/д переезда). Станция электрички — Александров (от ж\д вокзала 5 км пешком или автобус № 7 конечная — поселок Светлый), из Москвы по автотрассе — Ярославское шоссе.
Деревня Красная Роща находится на левом берегу реки Серая в её водоохранной зоне.

## Население
| 1859 | 1905 | 1926 | 2002 | 2010 | 2021 |
| ---- | ---- | ---- | ---- | ---- | ---- |
| 104  | ↗136 | ↘125 | ↘42  | ↗55  | ↘22  |

## Русская православная церковь
В Красной роще до начала XVII века существовала деревянная церковь во имя Воздвижения Креста Господня.

## Достопримечательности
Немецкие горы
Памятный знак на Немецких горах. Фото В. Н. Ревякина. Природно-ландшафтный комплекс Немецкие горы, с историческим местом проведения юным Петром I манёвров потешных полков. В 2011 году на Немецких горах, был установлен памятный камень «В честь пребывания Петра I на земле Александровской». Ежегодно проводится фестиваль, посвященный делам давно минувших дней, «Виват, Россия!». В летнее время «Немецкие горы» становятся местом активного отдыха жителей города Александрова и Александровского района.